# Borolia albivitta
Borolia albivitta är en fjärilsart som beskrevs av George Francis Hampson 1891. Borolia albivitta ingår i släktet Borolia och familjen nattflyn. Inga underarter finns listade i Catalogue of Life.